# Светотехника (посёлок)
Светотехника — посёлок в Ардатовском районе Мордовии России. Входит в состав Тургеневского городского поселения.

## География
Расположен на северо-востоке республики.

## История
Посёлок возник в конце 1960-х годов в связи со строительством нового цеха Ардатовского светотехнического завода.

## Население
| 2002 | 2010 | 2021 |
| ---- | ---- | ---- |
| 6    | ↘0   | →0   |

## Инфраструктура
Ардатовский светотехнический завод.

## Транспорт
Железнодорожная платформа Светотехника.